# Fred Ramsdell
Frederick J. „Fred“ Ramsdell (1961) é um imunologista estadunidense.
Ramsdell obteve um bacharelado em biologia em 1983 na Universidade da Califórnia em San Diego e um Ph.D. em imunologia em 1987 na Universidade da Califórnia em Los Angeles. Trabalhou como pós-doutorando nos Institutos Nacionais da Saúde. Ramsdell trabalhou em seguida como pesquisador na indústria. Esteve dentre outros nas indústrias de biotecnologia Celltech, ZymoGenetics, Novo Nordisk e aTyr Pharma. Desde o início de 2016 é diretor de pesquisas no Parker Institute for Cancer Immunotherapy em São Francisco.
Ramsdell identificou a proteína FOXP3 em determinados ratos e em crianças com IPEX, uma grave enfermidade autoimune. A FOXP3 desempenha um papel fundamental no desenvolvimento do linfócito T regulador. Outros trabalhos são relacionados com a esclerotina, uma proteína reguladora da remodelação óssea e molécula alvo de uma possível terapia de osteoporose.
Por "suas descobertas em relação ao linfócito T regulador, as reações imunológicas deletérias na artrite e outras doenças autoimunes" recebeu juntamente com Shimon Sakaguchi e Alexander Rudensky o Prêmio Crafoord de 2017 por pesquisas em poliartrite.